# Chile na Letnich Igrzyskach Olimpijskich 2008
Chile na XXIX Letnich Igrzyskach Olimpijskich w Pekinie reprezentowało 27 sportowców w 16 dyscyplinach. Był to 21 start Chilijczyków na letnich igrzyskach olimpijskich. Zdobyty medal jest wyrówaniem czwartego wyniku Chile na letnich igrzyskach. 

## Zdobyte medale
| Medal  | Zawodnik          | Dyscyplina sportowa | Konkurencja             |
| ------ | ----------------- | ------------------- | ----------------------- |
| Srebro | Fernando González | Tenis ziemny        | gra pojedyncza mężczyzn |